# Massi Kessi
Massi Kessi (portugheză Macequece) este un oraș din apropierea (și aproape o suburbie) a orașului Mutare în Manicaland, provincie în Zimbabwe, la granița cu Mozambic, pe șoseaua și calea ferată ce duce spre Beira.

## Geografie
Massi Kessi este situat la o altitudine de 600m. Acesta este înconjurat de câmpurile de aur din  Manica.

## Istorie
Massi Kessi era reședință portugheză în Manica, fiind considerați primii europeni stabiliți în această zonă a lumii (începând cu 1520). Începând cu 1880, englezii sunt cu ochii pe teritoriile portugheze din Africa de Est. Regatul Portugalia trimite pe capitanul de artilerie Joaquim Carlos Paiva de Andrada pentru a restabili avanposturile portugheze împrăștiate prin regiune. El a obținut autorizația de a extrage și vinde minerale, și a creat Companhia de Moçambique în decembrie 1888. Compania a reconstruit un fort în Massi Kessi unde și-a stabilit sediul.
Un conflict a avut loc în Massi Kessi pe 5 noiembrie 1890 și din nou pe 11 1891 între portughezi și British South Africa Company, care a condus la capturarea fortului Massi Kessi, abandonat de către portughezi.
Ca urmare, guvernul britanic a impus Tratatul Manika pe 11 iunie 1891, care a asigurat dreptul de proprietate a British South Africa Company asupra Manicăi; până atunci, coloniile portugheze se întindeau până la râul Mazoetal, aproape de Harare, Shamv și Mount Darwin.

## Legături externe
- Arhivele naționale ale Marii BRITANII